# Bighorn Mountains

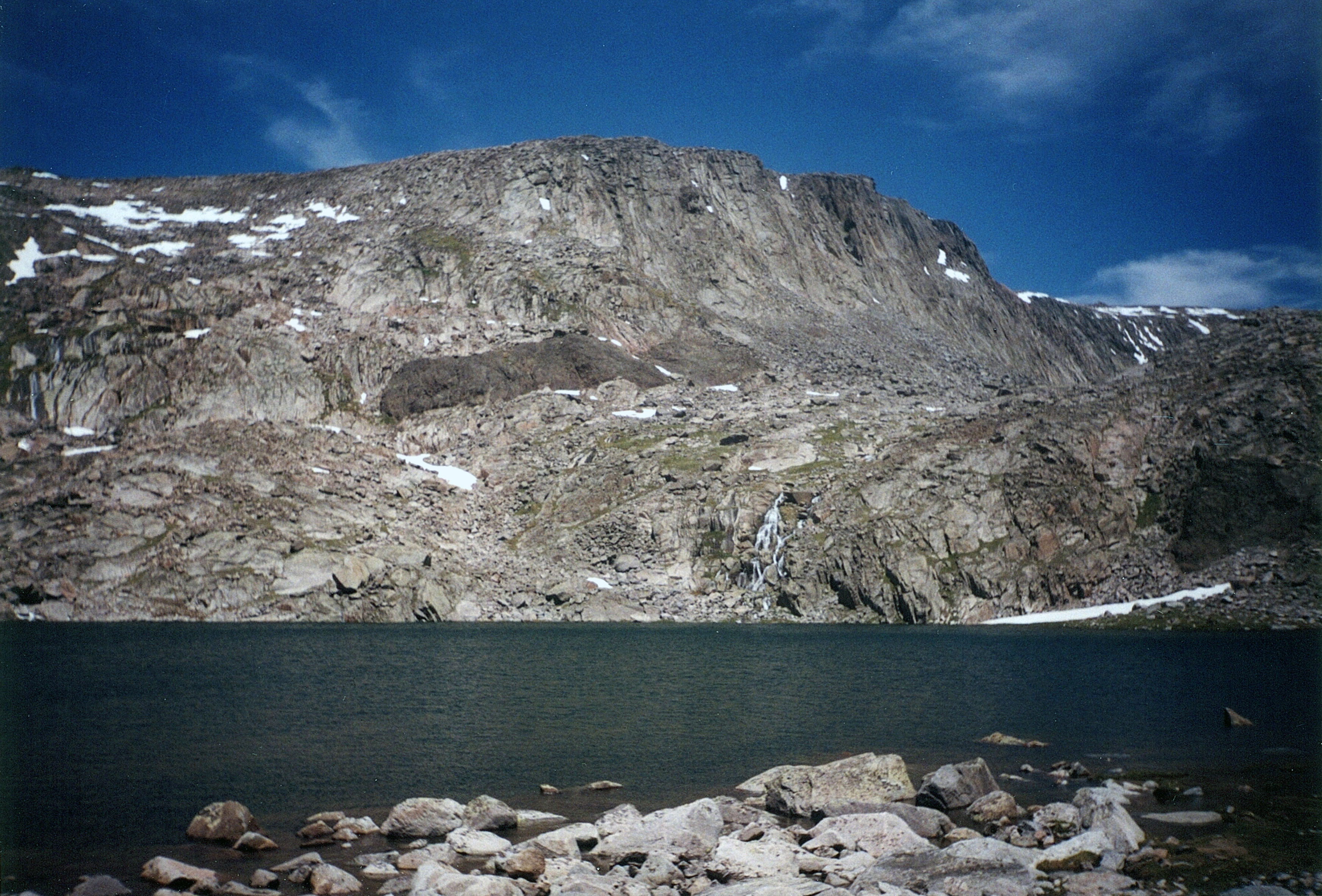
Massivet vid Alpine Lake.

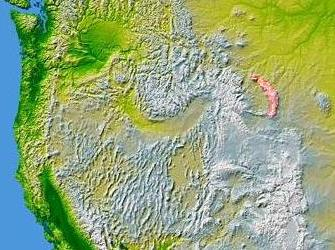
Bighorn Mountains markerade i rött på en topografisk karta över västra USA.

Bighorn Mountains är en bergskedja i norra Wyoming, USA, en östlig utlöpare av Klippiga bergen.
Bighorn Mountains sträcker sig ungefär i nord-sydlig riktning i en 230 kilometer lång båge. Högsta topp är Cloud Peak, 4 013 meter över havet.